# Альта-Верапас
Альта-Верапас (ісп. Alta Verapaz) — департамент на півночі центральної частини Гватемали. Адміністративним центром та найбільшим містом департаменту є Кобан. Альта-Верапас межує на півночі з Петеном, на сході — з департаментом Ісабаль, на півдні — з Сакапою, Ель-Прогресо та Баха-Верапасом та на заході — з Кіче.

## Історія
У доколумбові часи територія департаменту була частиною держави мая.
Коли у 1520-их роках до тих земель прийшли іспанські конкістадори, вони завоювали центральні й південні високогір'я Гватемали, але їх відкинули з регіону запеклим спротивом місцевого населення. Іспанські ченці прохали тубільців, які нічого не підозрювали, «мирно» навернути їхні землі у християнство, що їм і вдалось. Зрештою область отримала назву «Verapaz», що означає «Істинний мир», оскільки завдяки християнізації ті землі було приєднано до Іспанії без застосування військової сили.
У XIX столітті важливого значення в регіоні набуло виробництво кави.

## Муніципалітети
Департамент поділяється на 17 муніципалітетів:
- Чахал
- Чісек
- Кобан
- Фрай-Бартоломе-де-лас-Касас
- Ланкін
- Пансос
- Раксруа
- Сан-Кристобаль-Верапас
- Сан-Хуан-Чамелько
- Сан-Педро-Карча
- Санта-Каталіна-Ла-Тінта
- Санта-Крус-Верапас
- Санта-Марія-Кахабон
- Сенау
- Тактик
- Тамау
- Тукуру